# Endrődi István
 Endrődi István (Kolozsvár, 1920. június 16. – Budapest, 1988. március 2.) magyar karikaturista, grafikus. Szignója: En.

## Életútja
Rajztanulmányait Budapesten Gallé Tibor grafikus, festőművész festő- és szobrászképző iskolájában és Jaschik Álmos – pedagógus, polihisztor képző- és iparművész, szakíró, jelmeztervező magániskolájában végezte. Később, ugyanitt, Jaschiknénál díszlettervezőként dolgozott.  1942-től a háborús gazdasági helyzet kényszere miatt biztosítási tisztviselő lett, de ekkor már külsősként a Retorta Sziporka című lapnak és a Pesti Hírlapnak karikatúrákat készített. 1950-ig az Európai Biztosító Rt-nél volt könyvelő. 1951-1953 között a beruházóként dolgozott a Dunai Vasműnél.
1945 után leginkább politikai és társadalomkritikai rajzokat készített. 1947-től már a Szabad Száj, a Pesti Izé és a Ludas Matyi is foglalkoztatta. Állandó munkatársa lett a Postás Szakszervezet lapjának és a SZOT Munkás című kiadványának. Tagja volt a Magyar Képző- és Iparművészek Szövetségének. 1953-ban, egyik alapító tagja lett a Magyar Képzőművészeti Alapnak. 1954-től a Grafikusművészek "Derkovits Gyula" Alkotóközösségének tagja. 1957-től a frissen induló Füles, a Pajtás, a Tábortűz és a Dörmögő Dömötör lapoknak készít rajzokat, és az Autó-Motor című lapban is publikált. Képregényei, karikatúrái jelentek meg a Magyar Ifjúság, Világ Ifjúsága, Ifjúsági Magazin. Mini Pajtás, Úttörő Zsebkönyv című ifjúsági kiadványokban. 
1962-től az Esti Hírlap, 1965-től a Ludas Matyi belső munkatársa lett, ami azt jelentette, hogy minden kiadványukban szerepeltek rajzai, képregényei leginkább a Ludas Magazin aktuális számaiban kaptak helyet. 
Számos címlapot, karikatúrát készített a Ludas Matyi Extra, Nyári Örömök, Ludas Matyi Évkönyvek részére. A Képes Nyelvmester szerkesztőségében olyan kiváló kollégáival dolgozhatott együtt, mint Zórád Ernő, Dargay Attila, Sebők Imre, Gugi Sándor,  Korcsmáros Pál. Szorgalmasan, gyorsan és sokat rajzolt. Ezek a tulajdonságok fontosak a képregényrajzolóknál. Endródi István képregényeinek gyakori szerzőtársa Peterdi Pál humorista volt.  Ezek a közös műveik főleg a Ludas alkalmi kiadványaiban és a Sportpropaganda Vállalatnál jelentek meg. Gyakran foglalkoztatták alkalmi kiadványok (Tollasbál, Csúzli, Vidám Képes Hírlap, Báli Napló, BÚÉK, Plajbász és Paróka, Majális, Humor Olimpia, Humor VB, SZÚR) szerkesztőségeiben. Bár 1982. december 31-én nyugdíjba vonult, a Pajtásnak és a Ludasnak továbbra is dolgozott. A Füles rejtvényújság kiadványaiban 1966-tól haláláig rajzolt. Munkássága során folyamatosan illusztrált könyveket, reklámkiadványokat, készített plakát terveket, és rajzaival találkozhattunk kártyanaptárakon is. Legtöbbször csoportos kiállításokon szerepeltek alkotásai.

## Emlékezete
1998. március 3-án a tiszteletére önálló karikatúrakiállítást rendeztek a műveiből Budapesten, a Helikon Könyvesházban.

## Kiállításai
- FÉSZEK Klub, Budapest (1949)
- Hajdú-Szabolcs Tanyasi Vándorkiállítás a Műcsarnok rendezésében (1954-1955)
- Műcsarnok, Budapest (1955-1956)
- Országos Karikatúra Biennálé, Nyíregyháza (1983)

## Díjai, elismerései
- Kiváló Munkáért Érdemérem (1980)
- Gyermekekért Érdemérem (1980)

## Fontosabb munkái

### Könyvek
Endrődi István könyvillusztrációi:
- A békéért (karikatúra)
- Hámos György: Aranyszivárvány (1956)
- Erben: Az aranyhajú királyleány (1956)
- Ignácz Rózsa: Az igazi Ibrinkó (1956)
- Dr. Kovács László: Férfikozmetika (1963)
- Nilo J. Suburu: A labdarúgás, a világ szenvedélye (1972)
- Kacsó Lajos: Nevet a század (1974)
- Surányi Endre: Alfa Rómeók-csalfa Júliák (1981)
- Ételkészítés és tálalás módszerei... (1983)
- Osztropoli Herschel ostora (1985)
- Dr. Kárpáti György – Peterdi Pál: Cini és a többiek (1985)
- "Kertész legyen, ki boldogságra vágyik!" (1986)
- Viccmagazin (1986)
- Vicckosár (1987)
- Nyerges Ágnes: Viselkedjünk! (1987)
- Schirilla Györgv: A legnagyobb hazugság (1987)
- Surányi Endre: "Rákosi garázsmestere voltam":... (1988)
- Simon Lajos: A göndör katona (1988)
- A Sárga Garnizon/Víkend a pokolban (képregényfüzetek) (1988)
- A varázsbögre (3D szemüveggel élvezhető plasztikus képek)

### Publikációi
Endrődi István rajzai az alábbi lapokban jelentek meg:
- Retorta Sziporka (1942)
- Szabad Száj (1947-1951)
- Ludas Matyi (1947-1949)
- Pesti Izé (1947-1949)
- Színház és Mozi (1947)
- Hírlap (1949)
- Művelt Nép (1951-1952)
- Élet és Irodalom (1957-1958)
- Tábortűz (1957-1964)
- Képes Nyelvmester (1957-1988)
- Magyarország (1957)
- Tavaszi Magazin (1957)
- Pajtás ( 1958-1988)
- Dörmögő Dömötör (1958-1964)
- Magyar Ifjúság (1958-1967)
- Világ Ifjúsága (1959-1969)
- Kisalföld (1961-1970)
- Tollasbál (Szolnok) (1961)
- Vas Népe (1961-1967)
- Képes Magyarország (1961)
- Képes Újság (1961)
- Tavaszi Rejtvények (1961)
- Fejér Megyei Hírlap (1962-1964)
- Dolgozók Lapja (1962-1966)
- Esti Hírlap (1962-1966)
- Füles Évkönyv (1966-1968), (1971-1974)
- Vidám képes Hírlap (1965)
- Ifjúsági Magazin (1965)
- Báli Napló (1964)
- Úttörő Zsebkönyv (1964-1965), (1969-1974)
- Plajbász és Paróka (1965), (1969), (1970)
- Vidám Képes Esti Hírlap (1966)
- Szilveszteri Esti Hírlap (1966)
- Őszi Kis Ludas (1966)
- Kis Ki-Mit-Tud (1966)
- Dupla vagy Semmi (1966-1967)
- Kincses Kalendárium (1966-1970)
- Nyári Kis Ludas (1966)
- Tavaszi Kis Magazin (1966-1969)
- Néplap (1967)
- Népszabadság (1967)
- Sportoló Kis Ludas (1967)
- Ludas Matyi Magazin (1967-1988)
- BUÉK (1968)
- Képes Sport (1970-1971)
- Napos Oldal (1970-1974)
- Majális (1973)
- Rendkívüli Füles (1974)
- Nők Lapja Évkönyv (1974-1981)
- Úttörő Évkönyv (1975)
- Zsákbamacska (1975)
- Magyar Hírek Kalendárium  (1976)
- Pesti Műsor Szilveszter (1977)
- Magyar Konyha (1979)
- Tollasbál (1974-1987)
- Extra Ludas (1977-1986)
- SZÚR (1977-1984)
- Humor OB (1977)
- Színész Újságíró Magazin (1978)
- Képes Sport (1979), (1987)
- Humor Olimpia (1979)
- Világnyelv (1980)
- Hahota (1981-1998)
- Humor VB (1981)(1986)
- Tollasbál Bizalmas (1983)
- Családi Lap (1984)
- Gólyahír (Ludas) (1985)
- Kölyök (1986)
- Pesti Hírlap (1986)
- Mini Pajtás (1986)
- T-Boy (1988)
- Rakéta (1988)
- Hargitai Kalendárium (1988)
- Nemzetközi Kiállítás katalógus (1988)
- Ludas Matyi (1988)
- Ludas Matyi Magazin (1988)
- Ludas Matyi Évkönyve (1973-1988)